# Mercado de Hamidiyya

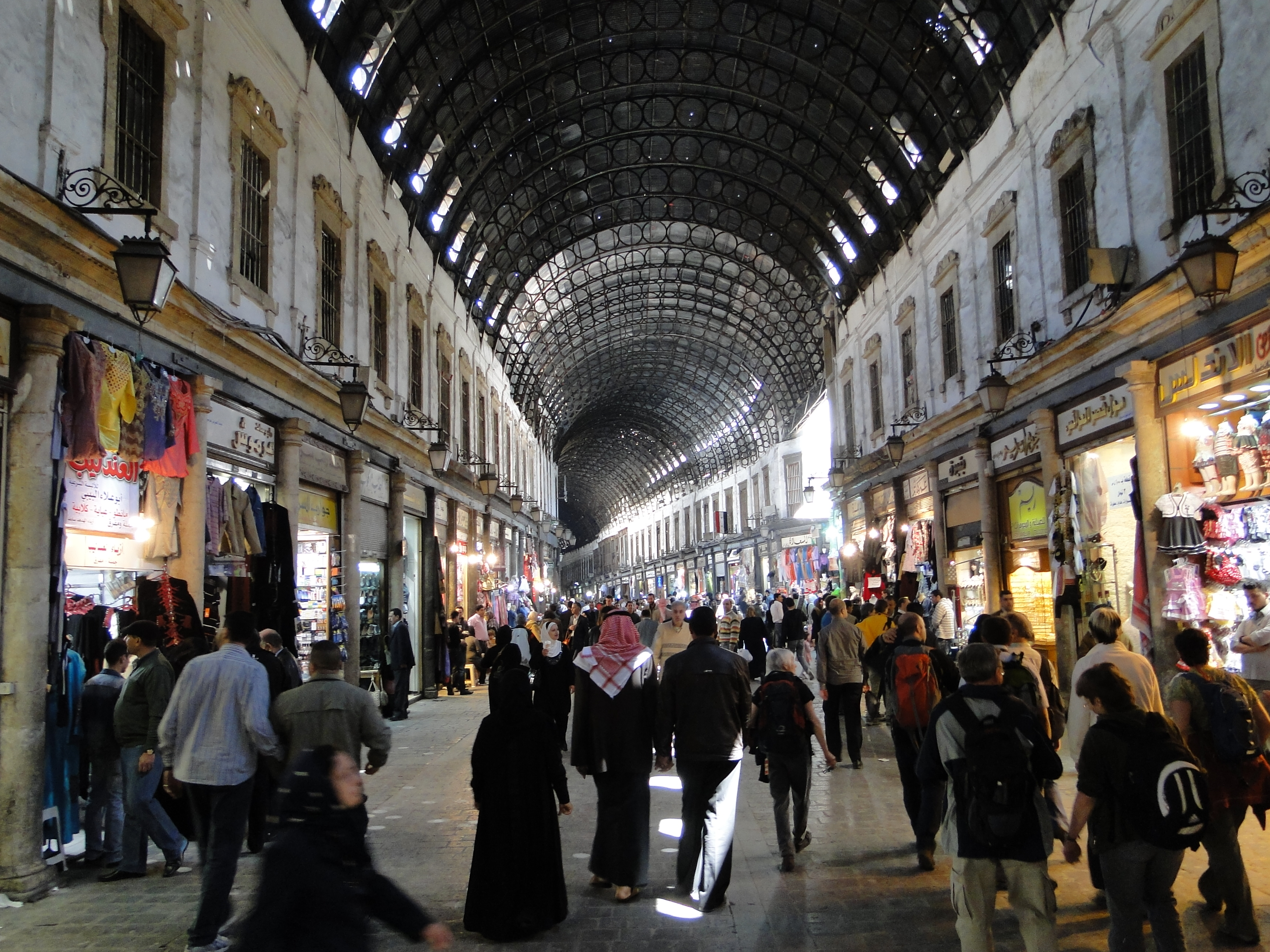
Hamidiyah.

Al-Hamidiyah Suque (árabe: سوق الحميدية) ou é o maior soco (mercado) da Síria, localizado dentro da Cidade Antiga de Damasco, ao lado da Cidadela. O soco começa na rua Al-Thawra e termina na praça da Mesquita dos Omíadas.